# Tình yêu thời thổ tả
Tình yêu thời thổ tả (tiếng Tây Ban Nha: El amor en los tiempos del cólera) là một tiểu thuyết nổi tiếng của nhà văn người Colombia Gabriel Garcia Marquez.

## Tóm tắt nội dung
Tình yêu thời thổ tả là câu chuyện tình say đắm giữa một người đàn ông tên Florentino Ariza - con một bà bán hàng vặt, với một người phụ nữ tên Fermina Daza - con một nhà buôn hãnh tiến, giàu có mới phất nhờ ăn cắp và gian lận. Khi mới lớn lên, họ yêu nhau nồng nàn nhưng không lấy được nhau vì họ quá trẻ, không có kinh nghiệm sống cũng như nghị lực lớn để chiến thắng quan niệm môn đăng hộ đối trong hôn nhân. Hơn năm mươi năm, họ sống xa mặt nhưng không cách lòng với bao sóng gió cuộc đời. Fermina Daza nhẫn nhục sống làm vợ - một thứ đồ trang sức và một nàng hầu - của bác sĩ Juvenal Urbino, một thân hào đầy thế lực của giới thượng lưu. Florentino Ariza vì thất tình nên một mặt lao vào làm giàu bằng mọi thủ đoạn, cả tốt lẫn tàn nhẫn, để trở thành chủ hãng tàu thủy như điều ông ta mong ước và mặt khác, để thỏa mãn nhục dục, ông ta lao vào "chơi gái" đủ mọi hạng: gái chưa chồng, gái muộn chồng, gái chê chồng và chồng chê, gái nạ dòng và cả gái tơ, nhưng không lúc nào không mơ tới Fermina Daza và chỉ chờ ngày Juvenal Urbino chết để nối lại quan hệ với nàng. Dịp ấy đã đến khi cả ông lẫn bà đã ngoài bảy mươi tuổi. Bằng sự từng trải của mình, bằng địa vị xã hội đã đạt được, cả hai nối lại tình yêu và trở lại yêu nhau đắm đuối như lúc trước. Nhưng vì đã quá già nên hai người đã không đủ sức thắng nổi những định kiến, thành kiến của xã hội hủ lậu từng bóp chết mối tình đầu của họ. Và thế là họ trốn lên tàu thủy và chỉ hai người sống với nhau trên chiếc tàu treo lá cờ vàng - dấu hiệu có người bị bệnh thổ tả - chạy ngược rồi chạy xuôi trên dòng sông Magdalena - dòng sông của Democritus.
Có thể nói, Tình yêu thời thổ tả là một bản cáo trạng đanh thép đối với một xã hội hủ lậu dựa trên sự đánh giá con người không bằng phẩm giá người mà bằng số của cải anh ta có được. Nó đã bóp chết bao mối tình trong sáng và tươi đẹp. Muốn có tình yêu và hạnh phúc tình yêu, con người nhất thiết phải được giải phóng khỏi xã hội đó. Nhưng tác giả đã không dừng lại ở chỉ một thông điệp này, ông còn đi xa hơn nữa khi nói rằng: Tình yêu thời thổ tả là sự suy nghĩ về tình yêu của con người ở mọi lứa tuổi. Con người không chỉ yêu nhau khi đang độ thanh xuân, khi đang ở tuổi tráng niên mà còn yêu nhau khi đã tóc bạc răng long và chính ở tuổi này, họ yêu nhau chân thực hơn và vì thế cũng da diết hơn, si mê hơn. Với Tình yêu thời thổ tả, tình yêu đích thực là chiếc chìa khóa vàng giúp con người mở cửa tâm hồn mình, để hòa vào nhau, đến với nhau trong cuộc đấu tranh chống lại nỗi cô đơn muôn thuở. Đồng thời, với nụ cười hóm hỉnh, dường như tác giả Marquez muốn cảnh tỉnh những ai đang đùa cợt với ái tình, đang lợi dụng tình yêu để thỏa mãn nhục dục của mình. Những người đó hãy nhận thức về nỗi cô đơn vì sớm muộn gì thì nó cũng nuốt chửng họ sau khi nhục dục đã được thỏa mãn... Tình yêu thời thổ tả chính là thứ tình yêu thủy chung, tình yêu trong sáng nhất. Chứng kiến mối tình của Florentino Ariza và Fermina Daza, độc giả mới hiểu được rằng: Trong tình yêu chỉ tồn tại duy nhất thứ gọi là tình yêu, còn tất cả những điều thuộc về xã hội, với những quy tắc, lý thuyết, dư luận…. và ngay cả thời gian cũng đều trở nên vô nghĩa. Tình yêu bất tử là một tình yêu, mãi mãi vẫn là tình yêu. Cuộc sống chóng tàn, hữu hạn nhưng tình yêu là một ngọn nến cháy mãi, vô cùng. Câu chuyện Tình yêu thời thổ tả vẫn còn mãi trong cuộc đời này chỉ đến khi nào tình yêu kết thúc, nhưng có thể chắc chắn một điều là, tình yêu không bao giờ có điểm dừng lại, cũng giống như tình yêu của hai nhân vật chính trong câu chuyện của Marquez...

## Thông tin thêm
Tình yêu thời thổ tả được xuất bản năm 1985 và được tạp chí New York Times đánh giá là một trong những thiên tình sử đẹp nhất mọi thời đại, là "tuyên ngôn cho sự bất diệt của trái tim". Ngoài ra, nó cũng đã có mặt trong danh sách 100 tác phẩm văn học viết bằng tiếng Tây Ban Nha xuất sắc trong 25 năm qua, theo bình chọn của tạp chí Semana của Colombia năm 2007. Tình yêu thời thổ tả được Gabriel Garcia Marquez viết ngay sau khi ông đoạt giải Nobel văn học năm 1982 với cuốn Trăm năm cô đơn. Nội dung của tiểu thuyết này dựa trên chính chuyện tình yêu của cha mẹ Marquez. Tác phẩm đã được chuyển thể thành phim với nhan đề Love in the time of Cholera.